# 大形駅

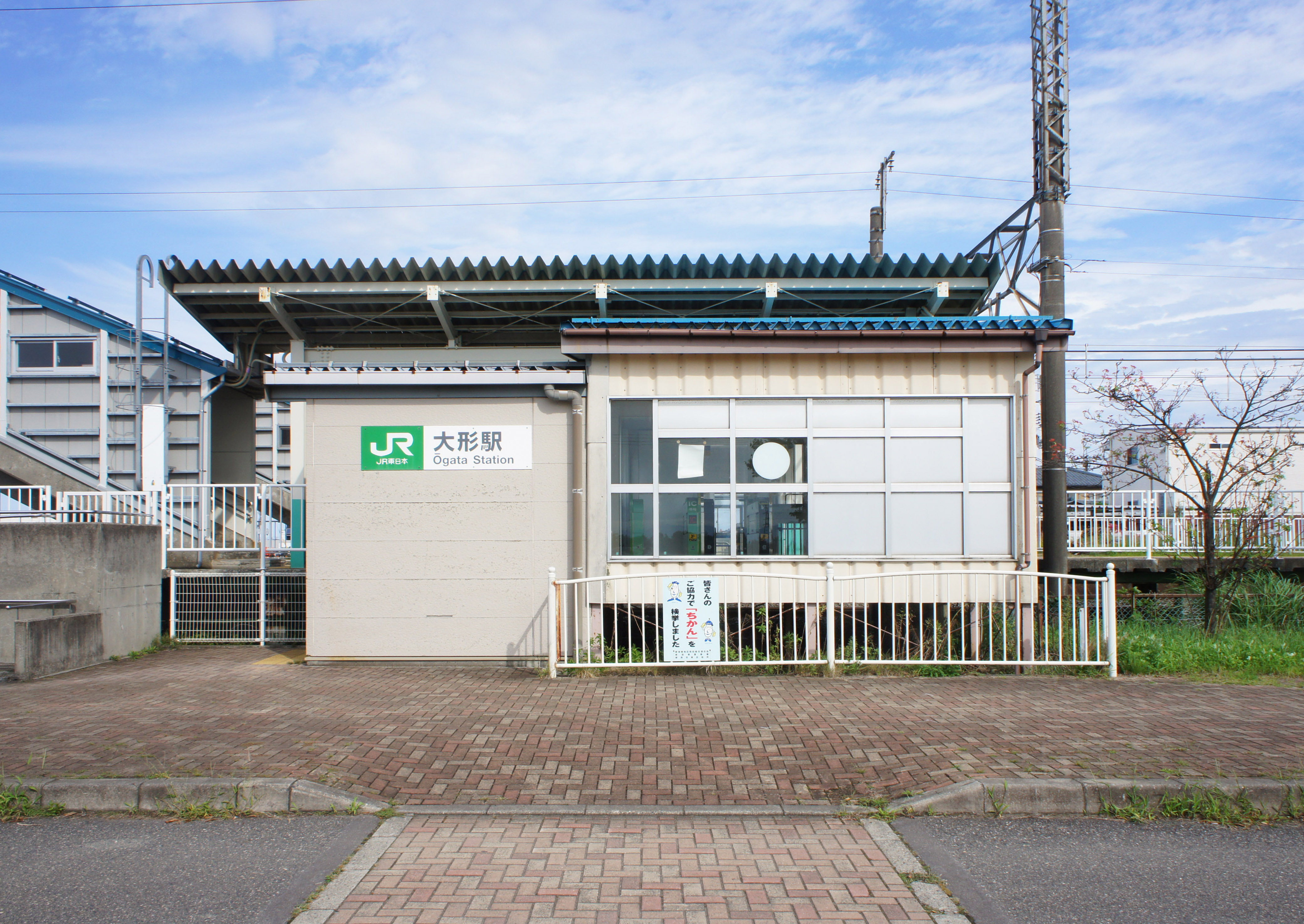
南口（2021年9月）

大形駅（おおがたえき）は、新潟県新潟市東区岡山にある、東日本旅客鉄道（JR東日本）白新線の駅である。

## 歴史
- 1957年（昭和32年）2月11日：日本国有鉄道の白新線の駅（旅客駅）として開業する[2]。駅員無配置駅[3]。
- 1979年（昭和54年）9月18日：複線化により2番線を新設する。
- 1987年（昭和62年）4月1日：国鉄分割民営化により、東日本旅客鉄道（JR東日本）の駅となる[2]。
- 1998年（平成10年）9月28日：南口駅前広場が供用開始[4]。
- 2005年（平成17年）3月1日：自動改札機設置に伴い駅舎を改築し、有人化する。
- 2006年（平成18年）1月21日：ICカード「Suica」の利用が可能となる[5]。
- 2015年（平成27年）4月13日：北口ロータリーへ新潟交通バス乗り入れ開始[6]。

## 駅構造
相対式ホーム2面2線を有する地上駅になっており、両ホームは跨線橋で連絡している。
JR東日本新潟シティクリエイト（JENIC）が受託する新潟駅管理の業務委託駅で、窓口が設置されている。駅舎内には、窓口（北口のみ）、自動改札機、自動券売機、化粧室、お知らせ標などがある。自動改札機では全通路で交通系iCカードが利用可能。

### のりば
| 番線 | 路線    | 方向 | 行先             |
| ---- | ------- | ---- | ---------------- |
| 1    | ■白新線 | 下り | 豊栄・新発田方面 |
| 2    | ■白新線 | 上り | 新潟方面         |

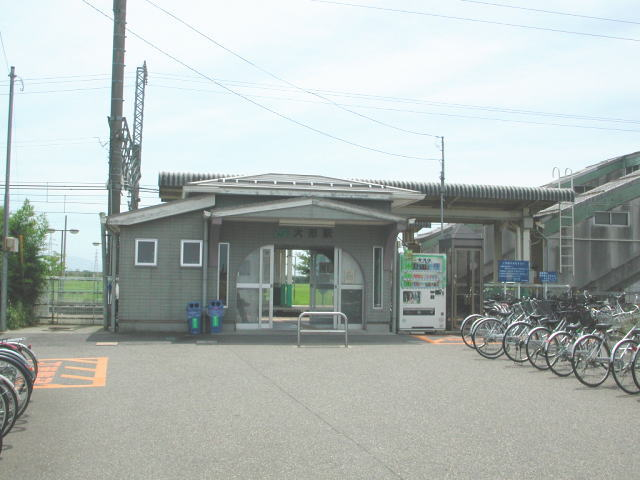
先代の北口駅舎（2004年8月）
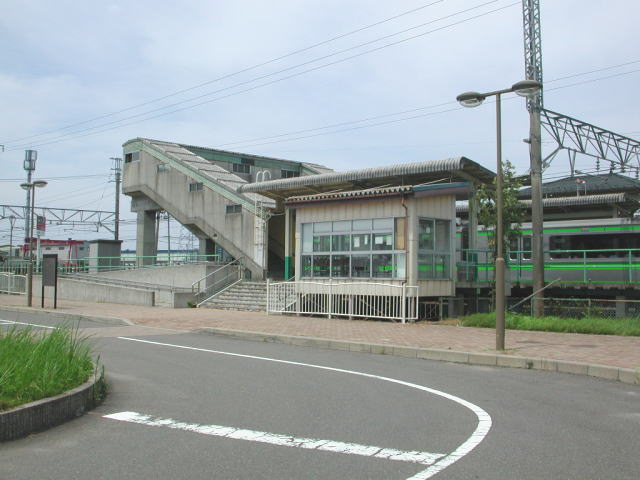
増築前の南口駅舎（2004年8月）
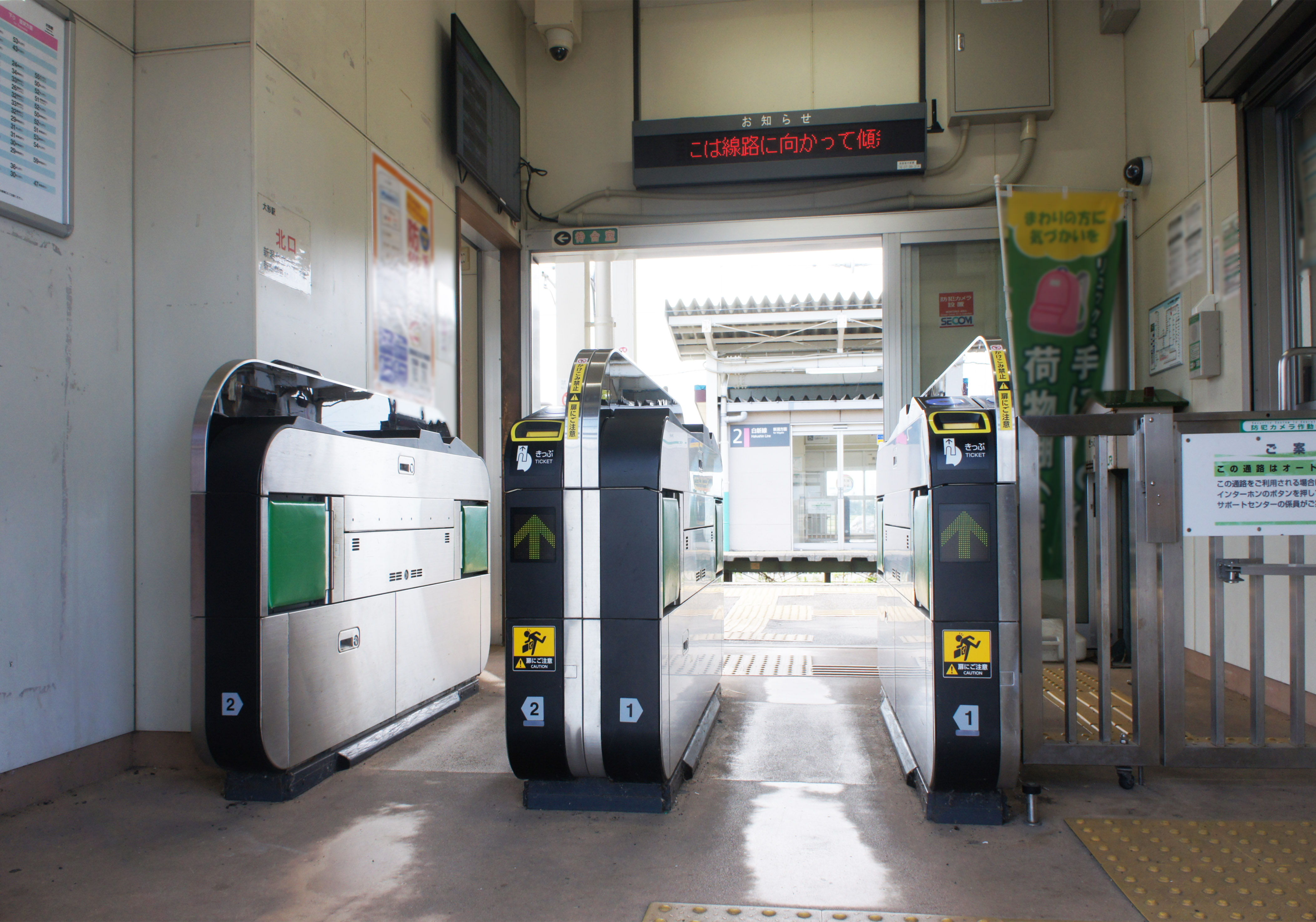
北口改札（2021年9月）
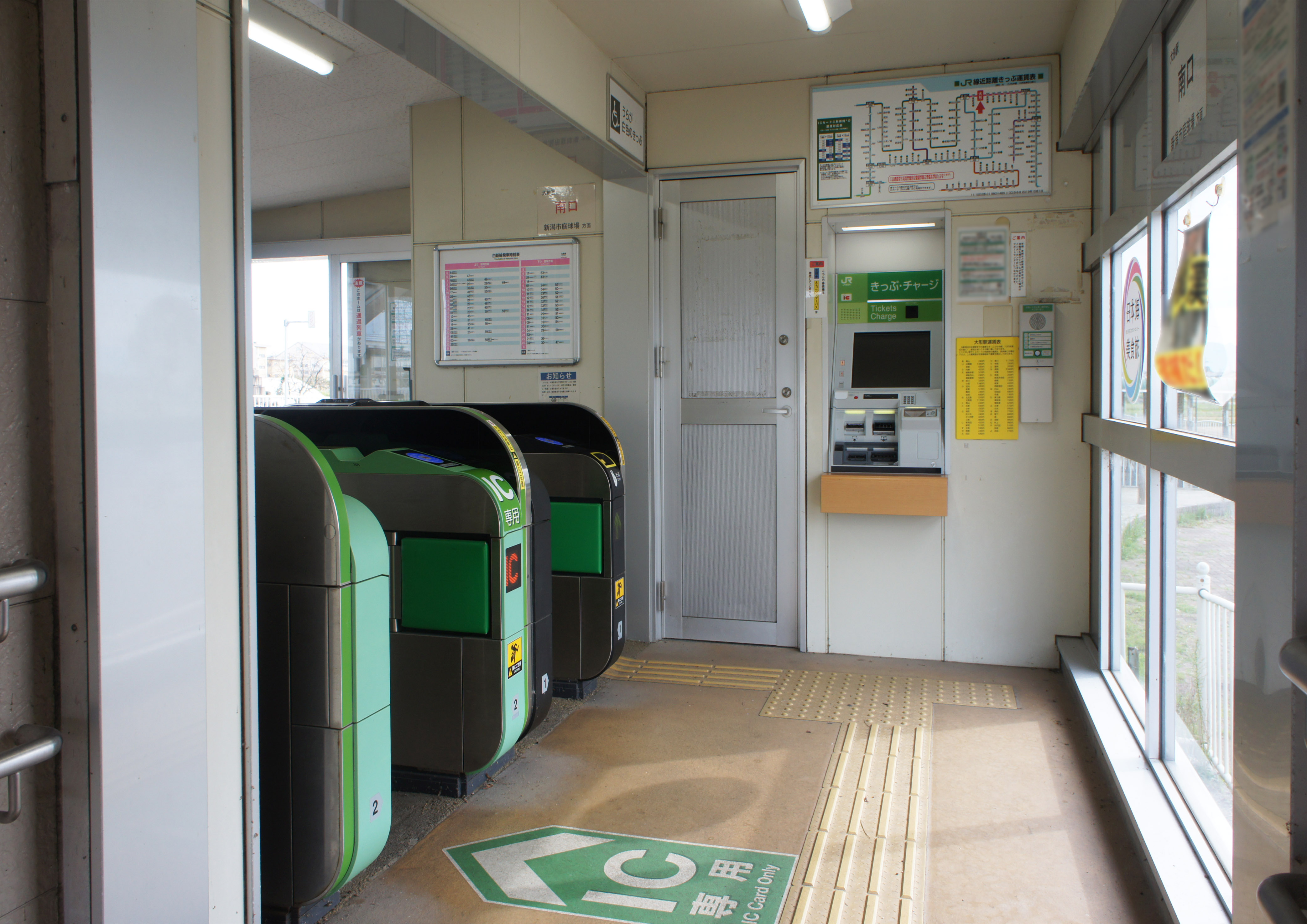
南口改札（2021年9月）
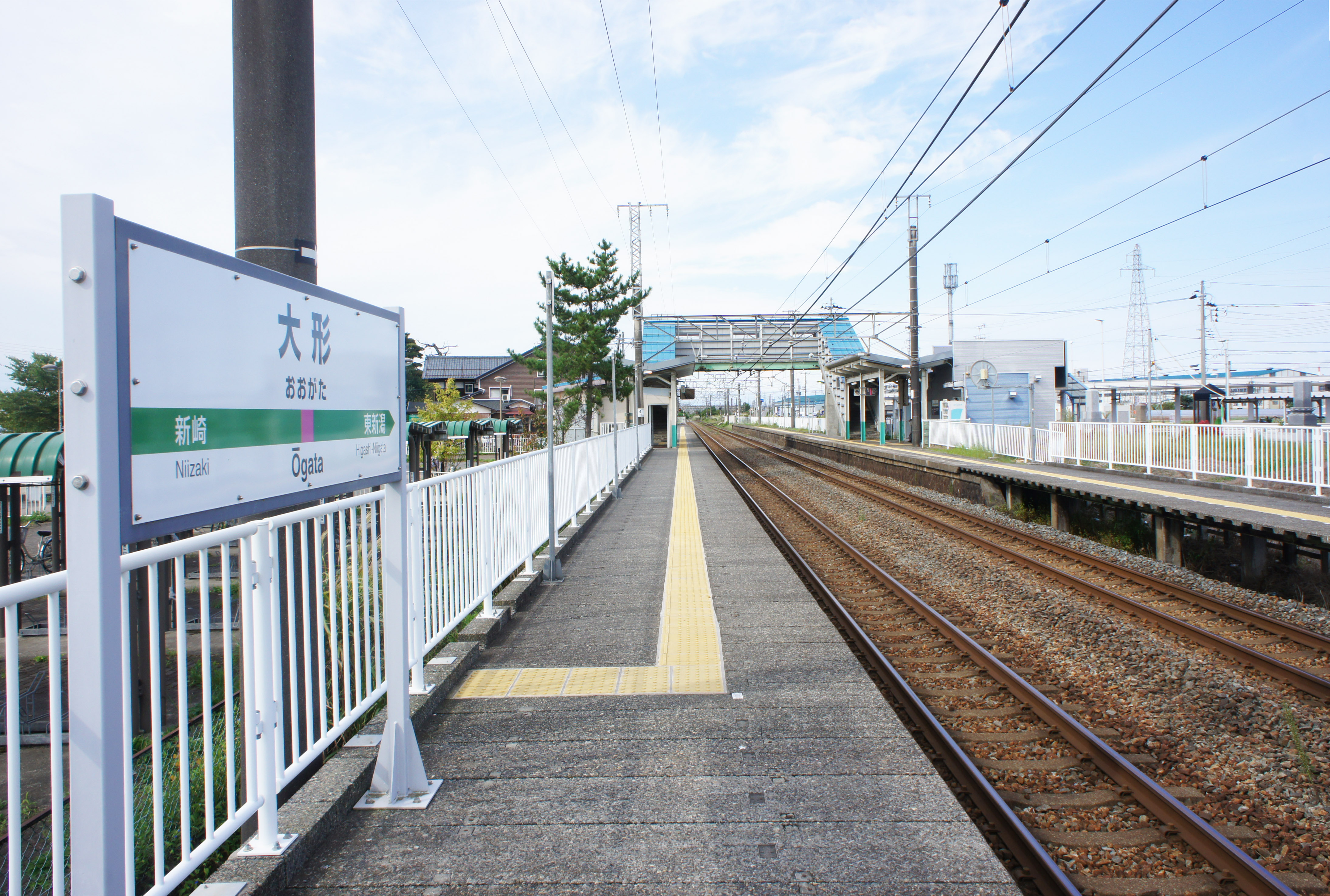
ホーム（2021年9月）

## 利用状況
JR東日本によると、2023年度（令和5年度）の1日平均乗車人員は1,118人である。
2004年度（平成16年度）以降の推移は以下のとおりである。
| 1日平均乗車人員推移 | 1日平均乗車人員推移 | 1日平均乗車人員推移 | 1日平均乗車人員推移 | 1日平均乗車人員推移 |
| 年度                | 定期外              | 定期                | 合計                | 出典                |
| ------------------- | ------------------- | ------------------- | ------------------- | ------------------- |
| 2004年（平成16年）  |                     |                     | 1,031               | [ 利用客数 2 ]      |
| 2005年（平成17年）  |                     |                     | 1,149               | [ 利用客数 3 ]      |
| 2006年（平成18年）  |                     |                     | 1,069               | [ 利用客数 4 ]      |
| 2007年（平成19年）  |                     |                     | 1,086               | [ 利用客数 5 ]      |
| 2008年（平成20年）  |                     |                     | 1,135               | [ 利用客数 6 ]      |
| 2009年（平成21年）  |                     |                     | 1,097               | [ 利用客数 7 ]      |
| 2010年（平成22年）  |                     |                     | 1,052               | [ 利用客数 8 ]      |
| 2011年（平成23年）  |                     |                     | 1,077               | [ 利用客数 9 ]      |
| 2012年（平成24年）  | 252                 | 893                 | 1,146               | [ 利用客数 10 ]     |
| 2013年（平成25年）  | 271                 | 963                 | 1,235               | [ 利用客数 11 ]     |
| 2014年（平成26年）  | 274                 | 918                 | 1,193               | [ 利用客数 12 ]     |
| 2015年（平成27年）  | 294                 | 958                 | 1,252               | [ 利用客数 13 ]     |
| 2016年（平成28年）  | 303                 | 953                 | 1,256               | [ 利用客数 14 ]     |
| 2017年（平成29年）  | 293                 | 926                 | 1,219               | [ 利用客数 15 ]     |
| 2018年（平成30年）  | 286                 | 881                 | 1,168               | [ 利用客数 16 ]     |
| 2019年（令和元年）  | 267                 | 896                 | 1,163               | [ 利用客数 17 ]     |
| 2020年（令和02年）  | 171                 | 702                 | 873                 | [ 利用客数 18 ]     |
| 2021年（令和03年）  | 189                 | 795                 | 984                 | [ 利用客数 19 ]     |
| 2022年（令和04年）  | 222                 | 799                 | 1,021               | [ 利用客数 20 ]     |
| 2023年（令和05年）  | 264                 | 854                 | 1,118               | [ 利用客数 1 ]      |

## 駅周辺

### 北口
駅前は新潟北高校や住宅があるほかは田園が広がっているが、北側に1 kmほど離れた新潟県道3号新潟新発田村上線沿線やその周辺には市街地が形成されており、新潟県立大学や自動車学校も所在する。西側にはIHI原動機（旧・新潟鐵工所）の工場が立地する。

### 南口
南西側に住宅地が続くが、その他は田園が広がる。周囲に新潟市庭球場や高速道路の新潟空港インターチェンジが所在する。

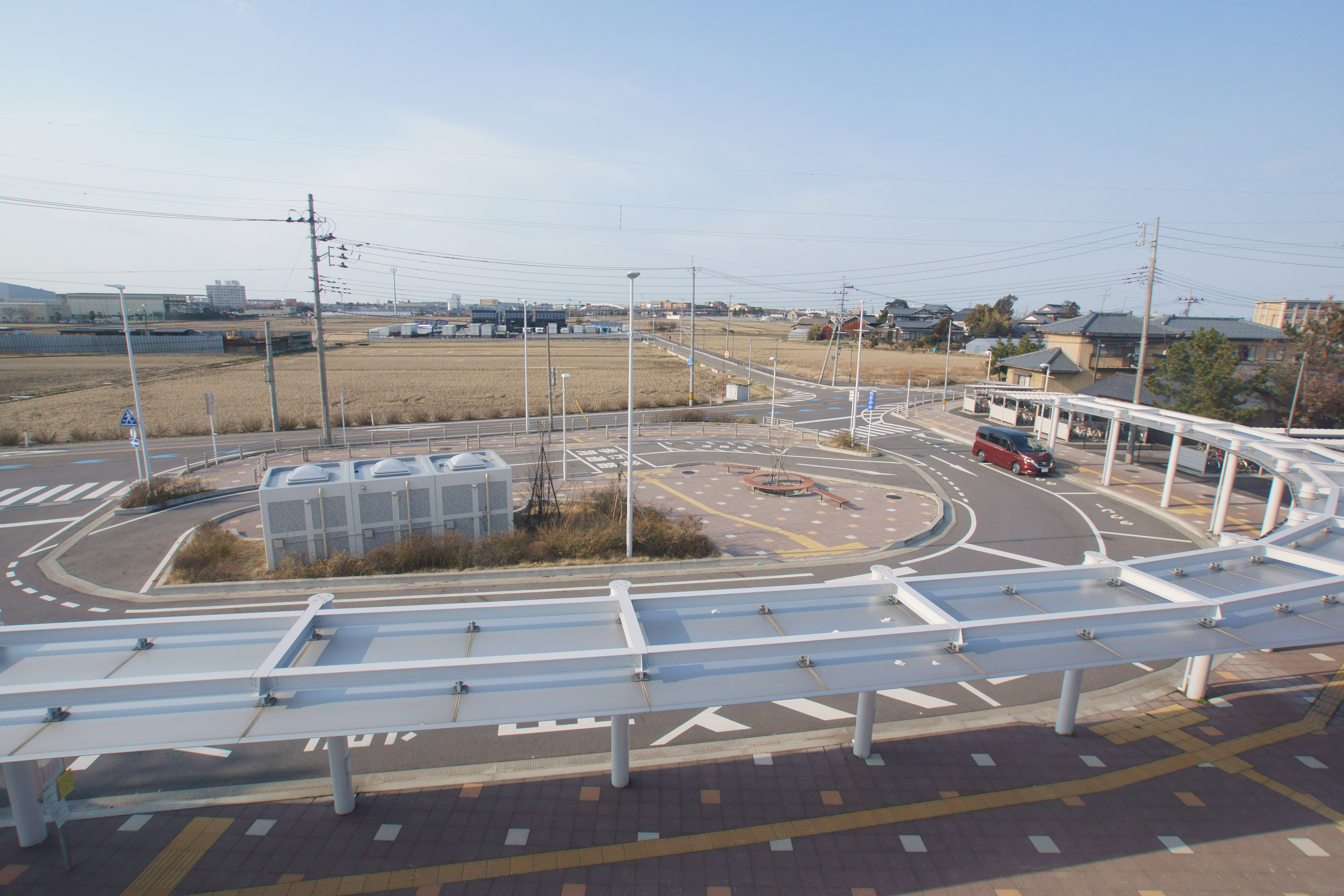
北口のロータリー。右奥は新潟北高校。正面の道路を奥に行くと新潟県立大学（2017年3月）
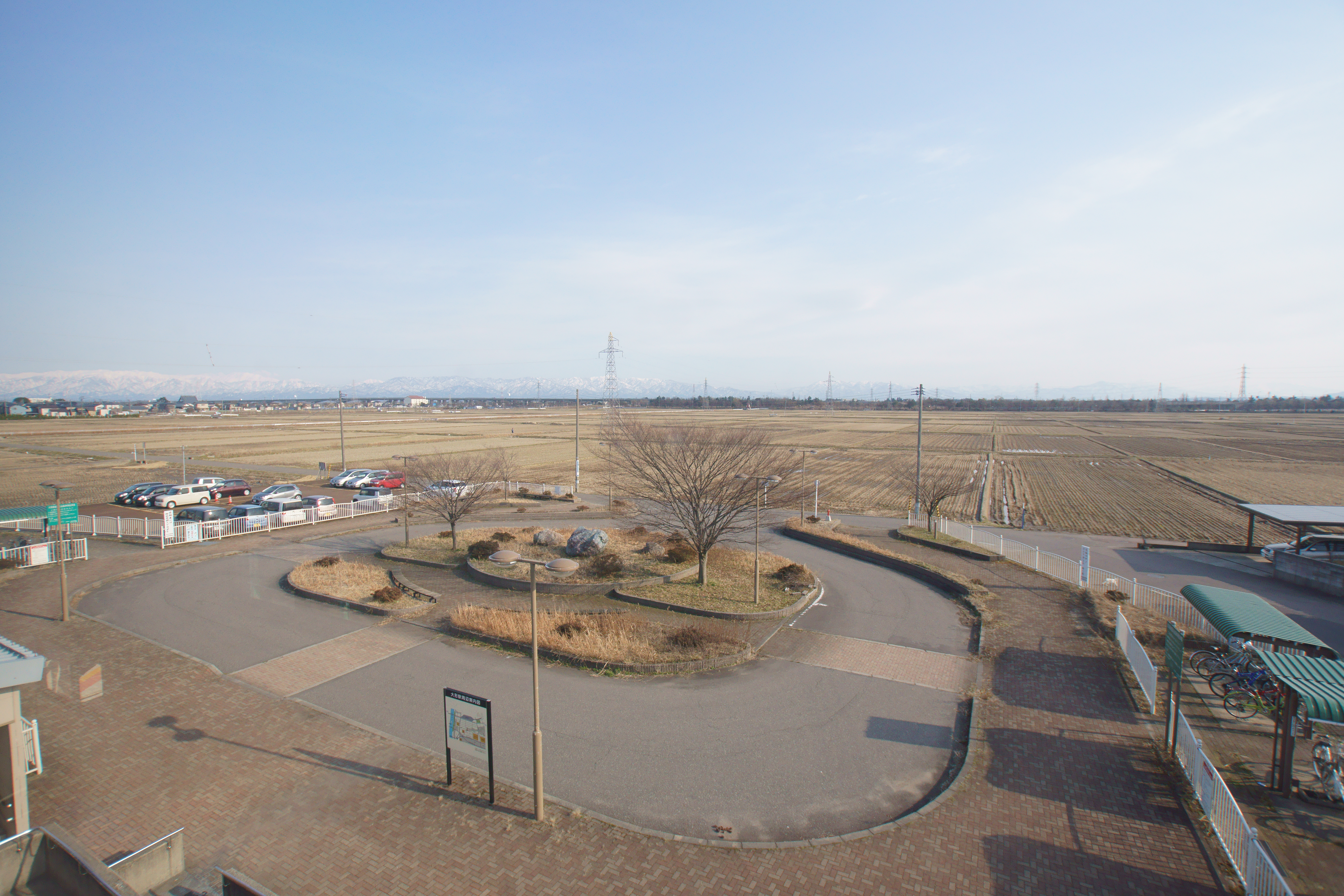
南口のロータリー。正面は田園が広がり、右手側に進むと集落、住宅街が続く（2017年3月）

## バス路線
2024年（令和6年）3月現在、北口ロータリー内に新潟交通グループの路線バスが発着している。
| バス停名                      | 方面       | 路線名        | 系統番号・行先            | 出典               |
| ----------------------------- | ---------- | ------------- | ------------------------- | ------------------ |
| 大形駅前 （北口ロータリー内） | 郊外方面   | -             | E50・E80・E90：北高校前   | [ 8 ] [ 9 ] [ 10 ] |
| 大形駅前 （北口ロータリー内） | 中心部方面 | ■ E5 牡丹山線 | E50：新潟駅前・万代シテイ | [ 8 ]              |
| 大形駅前 （北口ロータリー内） | 中心部方面 | ■ E8 石山線   | E80：新潟駅前・万代シテイ | [ 9 ]              |
| 大形駅前 （北口ロータリー内） | 中心部方面 | ■ E9 山二ツ線 | E90：新潟駅前・万代シテイ | [ 10 ]             |

付記事項
- 大形駅前バス停はもともと北側の県道290号線沿い（徒歩5分）にあったが、2015年（平成27年）に現在地に移転した。
- このほか当駅周辺のバス停として、北口より徒歩約3分の石動（いするぎ）バス停、新潟北高等学校の東側にありこれらの路線の折り返し地点となる北高校前バス停がある。折り返しのため反時計回りの経路を取る関係で、石動バス停は中心部方向のみのバス停である。運行路線はすべて大形駅前バス停の中心部方面と同じであるので割愛。

## エピソード

### 駅名の改称
新潟県などは新潟空港へのアクセス整備の一環として、大形駅を「新潟空港前駅」と改称し、同駅と空港とをシャトルバスで結ぶ構想を進めていることを2006年（平成18年）5月に明らかにした。県は泉田らが立ち上げた構想に基づいてJR東日本新潟支社など関係機関に要請を行い、2007年（平成19年）春に予定されていたJR東日本のダイヤ改正の際、大形駅を「新潟空港前駅」に改称させる方針であった。
しかし、大形駅は空港から直線で約5 km離れていることや、当駅自体も駅施設や周辺道路などの整備・再開発が不充分で、駅構内に大型車を乗り付けることができないなど、問題が多く残っていた。
それらの問題点を踏まえて、JRは2007年（平成19年）3月のダイヤ改正時点での駅名改称は見送った。
なお、駅名改称の類似事例としては出雲神西駅#歴史などが挙げられる。

## 隣の駅
東日本旅客鉄道（JR東日本）
■白新線
■快速
通過
■普通
東新潟駅 - 大形駅 - 新崎駅

### 記事本文
1. 1 2 3 4 5 6  『週刊 JR全駅・全車両基地』 14号 長野駅・新津駅・高田駅ほか、朝日新聞出版〈週刊朝日百科〉、2012年11月11日、27頁。
2. 1 2 3  石野哲（編）『停車場変遷大事典 国鉄・JR編 Ⅱ』（初版）JTB、1998年10月1日、567頁。ISBN 978-4-533-02980-6。
3. ↑  「通報 ●白新線黒山、早通、大形及び山陰本線安栖里4駅の設置について（営業局）」『鉄道公報』日本国有鉄道総裁室文書課、1957年2月7日。
4. ↑  市報にいがた 第1650号 1998年10月11日 p.1 大形駅 南口駅前広場が完成 新たに駐輪場191台分整備 - 新潟市
5. ↑  『2006年1月21日（土）新潟エリアSuicaデビュー!』（PDF）（プレスリリース）東日本旅客鉄道新潟支社、2005年9月21日。オリジナルの2006年1月5日時点におけるアーカイブ。2021年1月8日閲覧。
6. ↑  「大形駅前」バス停移動のお知らせ (PDF)  - 新潟交通 - WayBack Machineによるアーカイブ
7. 1 2  “JR東日本：駅構内図・バリアフリー情報（大形駅）”.   東日本旅客鉄道. 2025年4月23日閲覧。
8. 1 2  “E5 牡丹山線 運行系統図” (PDF). 東新潟方面（E系統）| 路線別時刻表.   新潟交通. 2025年4月24日閲覧。
9. 1 2  “E8 石山線 運行系統図” (PDF). 東新潟方面（E系統）| 路線別時刻表.   新潟交通. 2025年4月24日閲覧。
10. 1 2  “E9 山二ツ線 運行系統図” (PDF). 東新潟方面（E系統）| 路線別時刻表.   新潟交通. 2025年4月24日閲覧。
11. ↑  2006年5月30日、新潟日報

### 利用状況
1. 1 2  “各駅の乗車人員（2023年度）”.   東日本旅客鉄道. 2024年7月21日閲覧。
2. ↑  “各駅の乗車人員（2004年度）”.   東日本旅客鉄道. 2019年4月6日閲覧。
3. ↑  “各駅の乗車人員（2005年度）”.   東日本旅客鉄道. 2019年4月6日閲覧。
4. ↑  “各駅の乗車人員（2006年度）”.   東日本旅客鉄道. 2019年4月6日閲覧。
5. ↑  “各駅の乗車人員（2007年度）”.   東日本旅客鉄道. 2019年4月6日閲覧。
6. ↑  “各駅の乗車人員（2008年度）”.   東日本旅客鉄道. 2019年4月6日閲覧。
7. ↑  “各駅の乗車人員（2009年度）”.   東日本旅客鉄道. 2019年4月6日閲覧。
8. ↑  “各駅の乗車人員（2010年度）”.   東日本旅客鉄道. 2019年4月6日閲覧。
9. ↑  “各駅の乗車人員（2011年度）”.   東日本旅客鉄道. 2019年4月6日閲覧。
10. ↑  “各駅の乗車人員（2012年度）”.   東日本旅客鉄道. 2019年4月6日閲覧。
11. ↑  “各駅の乗車人員（2013年度）”.   東日本旅客鉄道. 2019年4月6日閲覧。
12. ↑  “各駅の乗車人員（2014年度）”.   東日本旅客鉄道. 2019年4月6日閲覧。
13. ↑  “各駅の乗車人員（2015年度）”.   東日本旅客鉄道. 2019年4月6日閲覧。
14. ↑  “各駅の乗車人員（2016年度）”.   東日本旅客鉄道. 2019年4月6日閲覧。
15. ↑  “各駅の乗車人員（2017年度）”.   東日本旅客鉄道. 2019年4月6日閲覧。
16. ↑  “各駅の乗車人員（2018年度）”.   東日本旅客鉄道. 2019年7月21日閲覧。
17. ↑  “各駅の乗車人員（2019年度）”.   東日本旅客鉄道. 2020年7月13日閲覧。
18. ↑  “各駅の乗車人員（2020年度）”.   東日本旅客鉄道. 2021年7月25日閲覧。
19. ↑  “各駅の乗車人員（2021年度）”.   東日本旅客鉄道. 2022年8月8日閲覧。
20. ↑  “各駅の乗車人員（2022年度）”.   東日本旅客鉄道. 2023年7月12日閲覧。